# Bréhain-la-Ville
 Bréhain-la-Ville  là một xã của tỉnh Meurthe-et-Moselle, thuộc vùng Grand Est, đông bắc nước Pháp. Xã này nằm ở khu vực có độ cao trung bình 443 mét trên mực nước biển.